# Direkte Produktrentabilität
Unter dem Begriff Direkte Produktrentabilität (DPR) versteht man den Rohertrag abzüglich der direkten Produktkosten (DPK) auf Groß- und Einzelhandelsstufe, bezogen auf eine einzelne Verkaufseinheit.
Bereits 1985 wurde dieses Kostenrechnungssystem in der deutschen Konsumgüterwirtschaft und im Einzelhandel diskutiert. Es soll insbesondere distributionslogistische Entscheidungen unterstützen und die dominierenden Entscheidungsparameter Umsatz und Handelsspanne ergänzen.
Trotz erster Ansätze bereits in den 60er Jahren wurde die Entwicklung eines einheitlichen DPR-Modells erst ab Anfang der 80er Jahre ernsthaft unternommen.
1985 versuchte das US-amerikanische Food Marketing Institute (FMI), zu dem Zeitpunkt National Association of Food Chains, ein gemeinsames Modell für die Anwender in den USA zu erstellen.
Im selben Jahr beauftragte man das Institut für Selbstbedienung und Warenwirtschaft e.V. (später EHI Retail Institute), das amerikanische FMI-DPP-Modell auf deutsche Verhältnisse zu übertragen. Als Ergebnis dieser Bemühungen entstand das EHI-DPR-Modell. Dieses Modell stellt bis heute das wohl wichtigste und meist akzeptierte DPR-Modell in Deutschland dar.

## Kritik
Das vor allem Handelsbetrieben empfohlene Modell der Direkten Produkt- bzw. Artikelrentabilität – eigentlich ein kaufmännisches Ideal – hat sich trotz hochentwickelter Datenerfassung und -verarbeitung in der Handelspraxis nicht bewährt. Aus logischen und tatsächlichen Gründen kann es (nach Schenk) auch nicht zum Erfolg, d. h. zur Berechnung von Artikelrentabilitäten, führen, erst recht nicht als Kalkulationsgrundlage dienen; denn
- Rentabilität als Quotient aus Periodengewinn und eingesetztem Kapital kann nur ex post ermittelt werden;
- eine vollständige verursachungsgemäße Schlüsselung der Gemeinkosten (z. B. Unternehmenssteuern, Energiekosten oder Kosten der Imagewerbung) auf einen einzigen von -zigtausend Artikeln im Sortiment oder gar auf eine einzelne Verkaufseinheit ist praktisch nicht möglich. Selbst eine Annäherung an einen Wert, der einer Artikelrentabilität nahe käme, würde einen immensen und betriebswirtschaftlich sinnlosen Datenerhebungsaufwand voraussetzen;
- eine zeitlich exakte Kostenzurechnung auf einen Artikel, dazu noch kurzfristig, ist gänzlich unmöglich. Allein die aufgelaufene Zinsbelastung der Montagsbestände von Gummibärchen in einem Supermarkt ist eine andere als die Zinsbelastung der Mittwochsbestände. Die Heizkostenbelastung und alle anderen Kostenarten sind ebenfalls nicht artikel- und tagesgenau berechenbar. Andere ertragswirksame Größen, z. B. am Jahresende gewährte Boni oder Gesamtumsatzrabatte, sind u. U. noch gar nicht bekannt.[1]

Es bleibt also das alte Problem des Restkostenblocks, der alle nicht als Direkte-Produkt-Kosten zu verrechnende variable und fixe Kosten umfasst. Genauere artikelbezogene Ertragsrechnungen als die herkömmliche Deckungsbeitragsrechnung sind nicht in Sicht, somit auch keine Artikelgewinne oder Artikelrentabilitäten. Der mitunter vorgeschlagene Ersatz des Begriffs „Artikelrentabilität“ durch „Artikelprofitabilität“ führt in der Sache auch nicht weiter.

## Einzelnachweis
1. ↑  Vgl. Hans-Otto Schenk: Marktwirtschaftlehre des Handels, Wiesbaden 1991, S. 198f., ISBN 3-409-13379-8